# リー・ハスキンス
リー・ハスキンス（Lee Haskins、1983年11月29日 - ）は、イギリスの男性プロボクサー。ブリストル出身。元IBF世界バンタム級王者。

## 来歴
2003年3月6日、ブリストルのアシュトン・ゲート・スタジアムでアンカー・ミアとフライ級4回戦を行い、初回1分50秒KO勝ちを収めデビュー戦を白星で飾った。
2004年12月3日、デルロイ・スペンサーとBBBofCイングランドフライ級王座決定戦を行い、スペンサーが3回終了時に棄権した為王座獲得に成功した。
2006年2月10日、デヴォン州プリマスでアンソニー・マシアスとコモンウェルスイギリス連邦フライ級王座決定戦を行い、2回TKO勝ちを収め王座獲得に成功した。
2006年4月7日、元IBO世界フライ級王者のゾリレ・ムビティと対戦し、12回3-0（117-112、119-110、118-111）の判定勝ちを収めコモンウェルス王座の初防衛に成功した。
2006年10月6日、コモンウェルスイギリス連邦バンタム級王者のチフィワ・ムンヤイと対戦し、プロ初黒星となる6回2分56秒TKO負けを喫しコモンウェルス王座の2階級制覇に失敗した。
2007年9月21日、BBBofC英国バンタム級王者のイアン・ナパと対戦し、ハスキンスが7回終了時に棄権した為王座獲得に失敗した。
2008年3月28日、ジェイミー・マクドネルと対戦し、8回判定勝ちを収めた。
2008年11月7日、BBBofC英国スーパーフライ級王者のアンディ・ベルと対戦し、12回3-0（2者が116-113、115-114）の判定勝ちを収め王座獲得に成功した。
2009年7月10日、ロス・バーキンショーと対戦し、4回1分9秒TKO勝ちを収めBBBofC英国王座の初防衛に成功した。
2009年12月11日、BBBofC王座の防衛戦とコモンウェルスイギリス連邦スーパーフライ級王者ドン・ブロードハーストと王座統一戦を行い、12回3-0（2者が116-113、117-113）の判定勝ちを収めコモンウェルス王座の獲得に成功、BBBofC英国王座の2度目の防衛に成功した。
2011年7月14日、WBAインターコンチネンタルバンタム級王者のモハメド・ボウレチャと対戦し、12回3-0（2者が119-107、117-109）の判定勝ちを収め王座獲得に成功した。
2012年7月7日、スチュアート・ホールとEBU欧州バンタム級王座決定戦を行い、12回3-0（118-109、117-111、118-110）の判定勝ちを収め王座獲得に成功した。
2012年12月14日、シュテファーヌ・ジャモエと対戦し、8回TKO負けを喫しEBU王座の初防衛に失敗、王座から陥落した。
2013年4月27日、マーティン・ウォードとBBBofC英国バンタム級王座決定戦を行い、5回2分38秒TKO勝ちを収めBBBofC英国王座の2階級制覇を達成した。
2013年11月8日、元IBO世界スーパーフライ級王者のジェイソン・ブースと対戦し、12回3-0（2者が118-111、117-112）の判定勝ちを収めBBBofC英国王座の初防衛に成功した。
2015年2月21日、モナコモンテカルロのサル・デ・ゼトワールでオマール・ラミリとEBU欧州バンタム級王座決定戦を行い、8回3-0（2者が78-74、79-73）の負傷判定勝ちを収め王座返り咲きに成功した。
2015年6月13日、ブリストルのウィットチャーチ・スポーツ・センターで岩佐亮佑とIBF世界バンタム級暫定王座決定戦を行い、6回2分10秒TKO勝ちを収め王座獲得に成功した。
2015年11月21日、ラスベガスのマンダレイ・ベイ・イベント・センターで正規王者のランディ・カバジェロと王座統一戦を行う予定だったが、前日計量でカバジェロが規定体重の118ポンド（53.52kg）を5.5ポンド超過の123.5ポンド（56.02kg）を計測した為、IBFはカバジェロから王座を剥奪し、両者の体重差を考慮した上でハスキンスが勝てば新王者となる条件でIBF世界バンタム級王座決定戦として試合を行うことはせず、試合は中止となり、ハスキンスを正規王座に認定した。
2016年5月14日、カーディフのアイス・アリーナでIBF世界バンタム級13位のイバン・モラレスと対戦し、12回3-0（119-108、2者が118-110）の判定勝ちを収め初防衛に成功した。
2016年6月28日、IBF世界バンタム級1位のスチュアート・ホールとの指名試合の入札が行われ、ホール陣営のマッチルーム・スポーツが20万1999ドルを提示し、アル・ヘイモンに近いトム・ブラウン率いるTGB・プロモーションズが8万5000ドルを提示した為マッチルーム・スポーツに開催を落札された。なおハスキンス陣営のヘネシー・スポーツは入札に参加しなかった。交渉期間は90日間でファイトマネーの分配はハスキンスが75%にあたる15万1499ドルでホールが25%に当たる5万500ドルとなった。
2016年9月10日、ロンドンにあるO2アリーナで元IBF世界バンタム級王者でIBF世界バンタム級1位のスチュアート・ホールと対戦し、12回3-0（115-113、117-111、116-112）の判定勝ちを収め2度目の防衛に成功した。
2016年12月7日、同月31日に島津アリーナ京都で元日本バンタム級王者でIBF世界バンタム級14位の大森将平と対戦し3度目の防衛を目指す予定だったが、ハスキンスの足の負傷により試合は中止となった。
2017年6月10日、ベルファストのオデッセイ・アリーナでIBF世界バンタム級10位のライアン・バーネットと対戦し、12回1-2（118-108、107-119×2）の判定負けを喫し3度目の防衛に失敗、王座から陥落した。試合後、クラーク・サンマルティノ以外の2者が119-107と採点しバーネットを支持したのに対しサンマルティノのみが118-108と採点しハスキンスを支持したことが問題視され、BBBofCは「彼（サンマルティノ）はこの国に戻って来ることはないだろう。」と話し、エディ・ハーンも「彼（サンマルティノ氏）は10-8でハスキンス優勢と採点した回が2回もある。これは明らかな間違いだ。」と80歳のサンマルティノを批判するなどIBFが説明を求められる事態となり、IBFは「バーネットがユナニマス・デジションで勝っていた試合を集計ミスでスプリット・デジションでの勝利としてしまった。」と全面的に非を認め、再発防止を約束した。

## 獲得タイトル
- BBBofCイングランドフライ級王座
- コモンウェルスイギリス連邦フライ級王座
- BBBofC英国スーパーフライ級王座
- コモンウェルスイギリス連邦スーパーフライ級王座
- WBAインターコンチネンタルバンタム級王座
- EBU欧州バンタム級王座
- BBBofC英国バンタム級王座
- IBF世界バンタム級暫定王座（防衛0=正規王座に認定）
- IBF世界バンタム級王座（防衛2）